# Škoda 1Tr
Škoda 1Tr – pierwszy trolejbus wyprodukowany w czechosłowackich zakładach Škoda. Był to jeden z trzech pojazdów, które skonstruowano dla nowo powstałej sieci trolejbusowej w Pradze.

## Konstrukcja
Konstrukcja podwozia trolejbusu 1Tr wywodziła się z samochodu Škoda 553; podwozie dostosowano do montażu silnika trakcyjnego oraz wyposażenia elektrycznego. Karoserię wyprodukowano w zakładach Škody w Mladej Boleslavi, wyposażenie elektryczne dostarczył oddział z Pilzna. Nadwozie było wykonane z drewna, wzmocnione metalowymi elementami i obłożone blaszanym poszyciem. 
Škoda 1Tr to trójosiowy trolejbus z dwiema osiami tocznymi (pierwsza i druga) oraz jedną napędową. Pojazd wyposażono w trzy rodzaje hamulców: rekuperacyjny, pneumatyczny i postojowy. Przystosowany był do ruchu lewostronnego: po lewej stronie nadwozia umieszczono dwoje dwuskrzydłowych drzwi harmonijkowych. Do kabiny kierowcy prowadziły dodatkowe, mniejsze drzwi zlokalizowane z prawej strony trolejbusu. Po powstaniu Protektoratu Czech i Moraw trolejbus przystosowano do ruchu prawostronnego.

## Prototyp
Prototyp powstał w 1936 r. Razem z prototypami trolejbusów Praga TOT i Tatra T 86 był przeznaczony dla pierwszego czechosłowackiego „nowoczesnego” transportu trolejbusowego w Pradze. Trolejbus 1Tr otrzymał numer 301 i eksploatowany był do 1955 r. Rok później skreślono go ze stanu praskiej sieci trolejbusowej i sprzedano do Narodowego Muzeum Techniki w Pradze. W 1961 r. trolejbus został zezłomowany.

## Dostawy
W 1936 r. wyprodukowano 1 prototypowy trolejbus.
| Państwo                           | Miasto         | Typ            | Lata dostaw    | Liczba szt. | Numery taborowe |  |
| --------------------------------- | -------------- | -------------- | -------------- | ----------- | --------------- |  |
| Pierwsza Republika Czechosłowacka | Praga          | 1Tr            | 1936           | 1           | 301             |  |
| Łączna liczba:                    | Łączna liczba: | Łączna liczba: | Łączna liczba: | 1           |                 |  |